# Сибутрамин
Сибутрамин — анорексигенное лекарственное средство,  препарат амфетаминового ряда, психостимулятор, усиливающий чувство насыщения. Оно относится к группе препаратов для лечения ожирения и применяется при комплексной поддерживающей терапии больных с избыточной массой тела.
В странах Европейского сообщества применение сибутрамина было приостановлено в 2010 году, когда Европейское агентство лекарственных средств обнародовало результаты исследований рисков побочных эффектов лекарства. FDA в 2010 году потребовало от производителя в инструкции по применению указывать, что сибутрамин нельзя применять пациентам, имевшим когда-либо сердечно-сосудистые заболевания.

## Характеристика
Сибутрамина гидрохлорида моногидрат — кристаллический порошок от белого до кремового цвета.
Растворимость в воде: 2,9 мг/мл при pH 5,2. Коэффициент распределения (октанол/вода): 30,9 (pH 5,0). Молекулярная масса 334,33.

## Фармакологическое действие
Фармакологическое действие — анорексигенное. Ингибирует обратный захват нейромедиаторов — серотонина и норадреналина из синаптической щели, потенцирует синергические взаимодействия центральных норадреналин- и серотонинергической систем.
Уменьшает аппетит и количество потребляемой пищи (усиливает чувство насыщения), увеличивает термогенез (вследствие опосредованной активации β3-адренорецепторов), оказывает влияние на бурую жировую ткань.
Образует в организме активные метаболиты (первичные и вторичные амины), значительно превосходящие сибутрамин по способности ингибировать обратный захват серотонина и норадреналина.
В исследованиях in vitro активные метаболиты блокируют также обратный захват дофамина, но в 3 раза слабее, чем 5-НТ и норадреналина. Ни сибутрамин, ни его активные метаболиты не влияют на высвобождение моноаминов и активность МАО, не взаимодействуют с нейротрансмиттерными рецепторами, включая серотонинергические, адренергические, дофаминергические, бензодиазепиновые и глутаматные (NMDA), не оказывают антихолинергического и антигистаминного действия.
Ингибирует захват 5-НТ тромбоцитами и может изменять функции тромбоцитов.
Снижение массы тела сопровождается увеличением концентрации в сыворотке крови ЛПВП и понижением количества триглицеридов, общего холестерина, ЛПНП и мочевой кислоты.
Во время лечения наблюдается незначительный подъём АД в покое (на 1-3 мм рт. ст.) и умеренное учащение пульса (на 3-7 уд./мин), но в единичных случаях возможны более выраженные изменения. При одновременном применении с ингибиторами микросомального окисления увеличивается ЧСС (на 2,5 уд./мин) и удлиняется интервал QT (на 9,5 мс).
В 2-годичных исследованиях на крысах и мышах при использовании доз, в результате введения которых наблюдаемая суммарная площадь под кривыми концентрация — время (AUCs) для двух активных метаболитов превышала таковую при приёме МРДЧ в 0,5-21 раза, повышал частоту возникновения доброкачественных опухолей интерстициальной ткани яичек преимущественно у самцов крыс. Канцерогенного действия у мышей и самок крыс не обнаружено. Не оказывает мутагенного действия, не влияет на фертильность. При введении крысам доз, AUCs обоих активных метаболитов для которых в 43 раза превышала наблюдающуюся при приёме МРДЧ, тератогенного действия не выявлено. Однако в исследованиях, проведённых на кроликах линии Dutch Belted в условиях, когда AUCs активных метаболитов сибутрамина была в 5 раз больше, чем при использовании МРДЧ, у потомков были обнаружены аномалии физического развития (изменение формы или размеров мордочки, ушной раковины, хвоста, толщины костей).
После приёма внутрь быстро всасывается из ЖКТ не менее чем на 77 %. При «первом прохождении» через печень подвергается биотрансформации под влиянием изофермента CYP3A4 цитохрома P450 с образованием двух активных метаболитов (моно- и дидесметилсибутрамин). После приёма разовой дозы 15 мг Cmax монодесметилсибутрамина составляет 4 нг/мл (3,2-4,8 нг/мл), дидесметилсибутрамина — 6,4 нг/мл (5,6-7,2 нг/мл). Cmax достигается через 1,2 ч (сибутрамин), 3-4 ч (активные метаболиты). Одновременный приём пищи понижает Cmax метаболитов на 30 % и увеличивает время её достижения на 3 ч, не изменяя AUC. Быстро распределяется по тканям. Связывание с белками составляет 97 % (сибутрамин) и 94 % (моно- и дидесметилсибутрамин). Равновесная концентрация активных метаболитов в крови достигается в течение 4 дней после начала лечения и примерно в 2 раза превышает плазменный уровень после приёма разовой дозы. T1/2 сибутрамина — 1,1 ч, монодесметилсибутрамина — 14 ч, дидесметилсибутрамина — 16 ч. Активные метаболиты подвергаются гидроксилированию и конъюгации с образованием неактивных метаболитов, которые экскретируются преимущественно почками.

## Применение
Комплексная поддерживающая терапия больных с избыточной массой тела при алиментарном ожирении с индексом массы тела от 30 кг/м² и более или с индексом массы тела от 27 кг/м² и более, но при наличии других факторов риска, обусловленных избыточной массой тела (сахарный диабет типа 2, дислипопротеинемия).

## Противопоказания
Гиперчувствительность, наличие органических причин ожирения, нервная анорексия или нервная булимия, психические заболевания, синдром Жиль де ла Туретта, ишемическая болезнь сердца, декомпенсированная сердечная недостаточность, врождённые пороки сердца, окклюзионные заболевания периферических артерий, тахикардия, аритмия, цереброваскулярные заболевания (инсульт, транзиторные нарушения мозгового кровообращения), артериальная гипертензия (АД >140/90 мм рт. ст.), гипертиреоз, тяжёлые нарушения функции печени или почек, доброкачественная гиперплазия предстательной железы, сопровождающаяся наличием остаточной мочи, феохромоцитома, закрытоугольная глаукома, установленная фармакологическая, наркотическая и алкогольная зависимость, одновременный приём или период менее 2 нед после отмены ингибиторов МАО или других препаратов, действующих на ЦНС (в том числе антидепрессантов, нейролептиков, триптофана), а также других препаратов для уменьшения массы тела.

## Ограничения к применению
Эпилепсия, моторно-вербальный тик (непроизвольные сокращения мышц, нарушение артикуляции), детский и пожилой возраст (безопасность и эффективность применения у детей до 18 лет и у людей старше 65 лет не определены).
Применение при беременности и кормлении грудью.
При беременности не рекомендуется (адекватные и строго контролируемые исследования у женщин не проведены).
Категория действия на плод по FDA — C.
Неизвестно, проникает ли сибутрамин и его метаболиты в грудное молоко. В период грудного вскармливания применение не рекомендуется.

## Побочные действия
В плацебо-контролируемых исследованиях 9 % пациенток, принимавших сибутрамин и 7 % пациенток, принимавших плацебо, прекратили лечение из-за возникновения побочных эффектов; в плацебо-контролируемых исследованиях наиболее частыми побочными эффектами были головная боль, анорексия, бессонница, сухость во рту, запор.
Побочные действия на организм в целом: головная боль — 30,3% (18,6%), абдоминальная боль — 4,5% (3,6%), боль в шее — 1,6% (1,1%), боль в спине — 8,2% (5,5%), боль в груди — 1,8% (1,2%), астения — 5,9% (5,3%), аллергические реакции — 1,5% (0,8%), случайная травма — 5,9% (4,1%), гриппоподобный синдром — 8,2% (5,8%).
- Со стороны сердечно-сосудистой системы и крови: мигрень — 2,4% (2,0%), сердцебиение — 2,0% (0,8%), тахикардия — 2,6% (0,6%), артериальная гипертензия — 2,1% (0,9%), вазодилатация (гиперемия кожи с ощущением тепла) — 2,4% (0,9%).
- Со стороны органов ЖКТ: тошнота — 5,9% (2,8%), рвота — 1,5% (1,4%), диспепсия — 5,0% (2,6%), гастрит — 1,7% (1,2%), запор — 11,5% (6,0%), обострение геморроя — 1,2% (0,5%), анорексия — 13,0% (3,5%), повышение аппетита — 8,7% (2,7%), жажда — 1,7% (0,9%).
- Со стороны опорно-двигательного аппарата: миалгия — 1,9% (1,1%), артралгия — 5,9% (5,0%), тендосиновит — 1,2% (0,5%), заболевания суставов — 1,1% (0,6%).
- Со стороны нервной системы и органов чувств: головокружение — 7,0% (3,4%), нервозность — 5,2% (2,9%), тревога — 4,5% (3,4%), депрессия — 4,3% (2,5%),эйфория — 8% (6,9%),сухость во рту — 17,2% (4,2%), инсомния — 10,7% (4,5%), парестезия — 2,0% (0,5%), сонливость — 1,7% (0,9%), возбуждение — 1,5% (0,5%), эмоциональная лабильность — 1,3% (0,6%), заболевания уха — 1,7% (0,9%), боль в ухе — 1,1% (0,7%), изменение вкуса — 2,2% (0,8%).
- Со стороны респираторной системы: синусит — 5,0% (2,6%), ринит — 10,2% (7,1%), фарингит — 10,0% (8,4%), ларингит — 1,3% (0,9%), усиление кашля — 3,8% (3,3%).
- Со стороны кожных покровов: потливость — 2,5% (0,9%), сыпь — 3,8% (2,5%), акне — 1,0% (0,8%).
- Со стороны [мочеполовой системы: инфекции мочевыводящих путей — 2,3% (2,0%), дисменорея — 3,5% (1,4%), метроррагия — 1,0% (0,8%), вагинальный кандидоз — 1,2% (0,5%).
- Прочие: генерализованный отёк — 1,2% (0,8%).

## Взаимодействие с другими лекарственными средствами
Ингибиторы микросомального окисления, в том числе ингибиторы CYP3A4 цитохрома P450 (кетоконазол, эритромицин, циклоспорин и др.) понижают клиренс сибутрамина. Средства, обладающие серотонинергической активностью, повышают риск развития серотонинового синдрома (ажитация, потливость, диарея, повышение температуры тела, аритмия, судороги и др.).

## Передозировка
Симптомы передозировки: усиление выраженности побочных эффектов, наиболее часто — тахикардия, повышение АД, головная боль и головокружение.
Лечение: приём активированного угля, симптоматическая терапия, мониторинг жизненно важных функций, при повышении АД и тахикардии — назначение β-адреноблокаторов.

## Способ применения и дозы
Внутрь, 1 раз в сутки (утром), начальная доза — 10 мг (при плохой переносимости возможен приём 5 мг); в случае недостаточной эффективности через 4 недели дозу увеличивают до 15 мг/сут. Длительность лечения — 1 год.

## Меры предосторожности
Необходимо контролировать уровень АД и частоту пульса каждые 2 нед в первые 2 мес лечения и затем — 1 раз в месяц. У пациентов с артериальной гипертензией при уровне АД >145/90 мм рт. ст. контроль должен осуществляться тщательнее и чаще, а в случае дважды зарегистрированного подъёма АД >140/90 мм рт. ст. лечение следует прекратить. Появление во время терапии боли в грудной клетке, прогрессирующего диспноэ (нарушение дыхания) и отёков нижних конечностей может указывать на развитие лёгочной гипертензии (в этом случае необходимо обязательно обратиться к врачу).
Не рекомендуется одновременный приём препаратов, увеличивающих интервал QT (астемизол, терфенадин, антиаритмические и другие средства), средств, содержащих эфедрин, фенилпропаноламин, псевдоэфедрин и др. (опасность повышения АД и увеличения ЧСС), а также других анорексигенных средств с центральным механизмом действия. С осторожностью следует назначать на фоне гипокалие- и гипомагниемии, при нарушении функции печени и почек лёгкой и средней степени тяжести.
Женщины детородного возраста в период лечения должны использовать адекватные меры контрацепции.
Следует иметь в виду, что сибутрамин может уменьшать слюноотделение и способствовать развитию кариеса, периодонтальных заболеваний, кандидоза и дискомфорта в полости рта. В период лечения рекомендуется ограничивать употребление алкоголя.
Не следует применять во время работы водителям транспортных средств и людям, профессия которых связана с повышенной концентрацией внимания.

## Особые указания
Применение возможно только в тех случаях, когда все другие мероприятия, направленные на понижение массы тела, малоэффективны. Лечение должно осуществляться под контролем врача, имеющего опыт коррекции ожирения в рамках комплексной терапии (диета, изменение привычек питания и образа жизни, повышение физической активности). Период приёма в дозе 15 мг должен быть ограничен во времени.

## Легальный статус

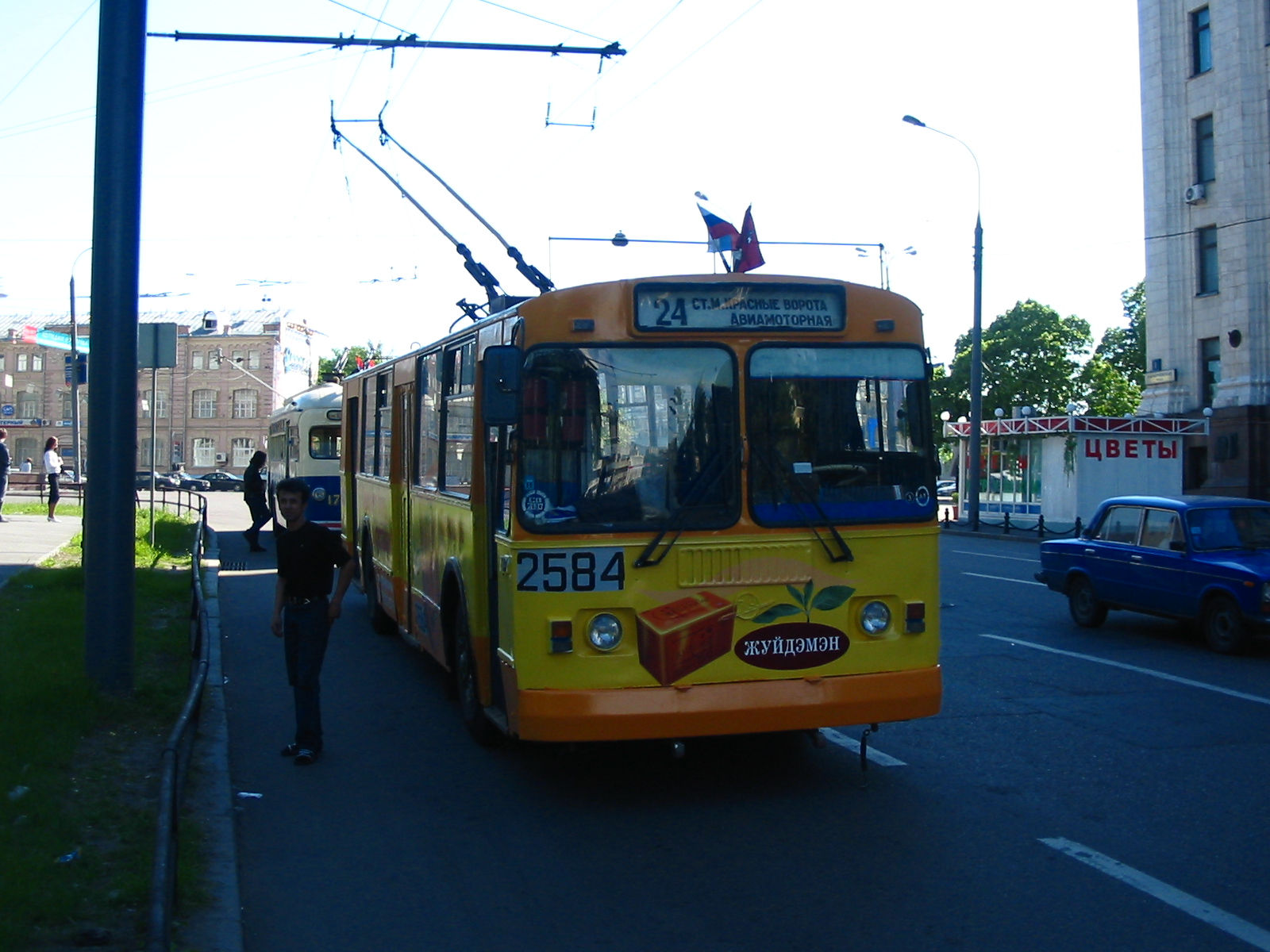
Реклама средства для похудения содержащего Сибутрамин, на московском троллейбусе (2004)

С 24 января 2008 года сибутрамин входит в утверждённый правительством России список сильнодействующих препаратов. Предметно-количественному учету подлежит даже в комбинациях сибутрамина с другими фармакологически активными и неактивными веществами (при условии включения их в перечень отдельной позицией) согласно Приказу Минздрава России номер 183н от 22.04.2014 
Несмотря на то, что в 2007 году сибутрамин не входил в этот список (он ещё не существовал и действовал список ПККН с неясным правовым статусом), Светлана Сухорукова арестована в октябре 2007 и в январе 2008 была осуждена за продажу сибутрамина в 2007 году на 5 лет по ст. 234 УК РФ — незаконный оборот сильнодействующих веществ.
Сибутрамин включен также в Запрещённый список Всемирного антидопингового агентства (2010 год) и отнесён к субстанциям, запрещённым во время соревнований.
Мероприятия, ограничивающие свободную продажу лекарственных препаратов, содержащих сибутрамин, проходили в 2008—2010 годах не только в России. Кампании по приостановке продаж развернулись в США, ряде стран Евросоюза и Израиле. Данная мера применена после получения результатов исследования, где при длительном применении (несколько лет) 15 мг сибутрамина у больных гипертонической болезнью, перенёсших инфаркт и инсульт выявлен ряд тяжёлых побочных эффектов. Отзыв документов, дающих право на торговлю в аптеках, по формулировкам регламентирующих органов носит временный характер, до выяснения особых обстоятельств. На Украине данный запрет не распространяется на БАДы, содержащие сибутрамин в большей дозе (35-50 мг) ввиду отсутствия юридических процедур доказательства наличия этого компонента в продукте для снижения веса. Существуют исследования, утверждающие, что побочные эффекты связаны с наличием в рацемическом сибутрамине S-изомера. Напротив, R-сибутрамин имеет в 2 раза меньший риск развития нежелательных последствий. Наличие оптически чистой лекарственной формы, содержащей R-сибутрамин, могло бы, при достаточной доказательной базе, положительно повлиять на сложившуюся ситуацию.